# Politikó
Politikó är en ort i Cypern.   Den ligger i distriktet Eparchía Lefkosías, i den centrala delen av landet, 20 km sydväst om huvudstaden Nicosia. Politikó ligger 371 meter över havet och antalet invånare är 384. Den ligger på ön Cypern.
Terrängen runt Politikó är platt åt nordost, men åt sydväst är den kuperad. Trakten runt Politikó är ganska tätbefolkad, med 60 invånare per kvadratkilometer. Närmaste större samhälle är Nicosia, 19,8 km nordost om Politikó. Trakten runt Politikó är i huvudsak ett öppet busklandskap.